# Bogogno
Bogogno là một đô thị ở tỉnh Novara ở vùng Piedmont của Ý, tọa lạc cách 90 km về phía đông bắc của Torino và khoảng 25 km về phía tây bắc của Novara. Tại thời điểm ngày 31 tháng 12 năm 2004, đô thị này có dân số 1.221 người và diện tích là 8,4 km².
Đô thị Bogogno có các frazioni (đơn vị trực thuộc, chủ yếu là các làng) Arbora and Montecchio.
Bogogno giáp các đô thị: Agrate Conturbia, Borgomanero, Cressa, Suno, và Veruno.